# De Volkskrant
A de Volkskrant (kiejtése: [də ˈvɔlkskrɑnt], jelentése: "a nép lapja") nagy múltú holland napilap, a harmadik legnagyobb példányszámmal rendelkezik, a De Telegraaf, és az Algemeen Dagblad után. Korábban broadsheet (lepedő) méretű baloldali, katolikus elveket képviselő lap volt, de mára egy kompakt, centrista nézetet közvetítő médium.
A lapot 1919. október másodikán indították útjára, mint erősen baloldali, római katolikus lapot, ami kezdetben a Katolikus Néppártot (KVP) támogatta. A második világháború idején szünetelt a napilap kiadása. Az újraindulás után Den Bosch városából Amszterdamba költözött, ahol a továbbiakban is baloldali lapként üzemelt, egészen 1980-ig. 2013-ban elnyerte az Európai Újságdíjat.

## Fordítás
Ez a szócikk részben vagy egészben  a   de Volkskrant című angol Wikipédia-szócikk ezen változatának fordításán alapul.  Az eredeti cikk szerkesztőit annak laptörténete sorolja fel. Ez a jelzés csupán a megfogalmazás eredetét és a szerzői jogokat jelzi, nem szolgál a cikkben szereplő információk forrásmegjelöléseként.